# Torre de la Pardina de Larbesa
La torre de Pardina de Larbesa es una casa torreada situada a tres kilómetros de Jaca, al pie de la Peña Oroel, en la carretera comarcal A 1205 en dirección Bernués, a la derecha. Se encuentra en la denominada Pardina de Larbesa. El término pardina se aplica en la provincia de Huesca a fincas agrícolas de cierta extensión con un conjunto de edificaciones que sirven de vivienda, graneros, cuadras, etcétera.

## Toponimia
Aparece mencionada en la documentación histórica desde el año 958 como Larbesa, Larbessa, Larbasa, Larvesa, Larvesse y Larbase.

## Historia
Se tiene noticia documental de que en 958 existía una fortificación en este lugar y de que en el siglo XI, entre otros, fueron sus tenentes Velasco Fortuñones y Ato Galíndez. Más adelante la compró el canónigo de la catedral de Jaca, García Latienda, que invirtío 20.000 sueldos en su mejora y, a su muerte, la donó a la catedral donde había desempeñado su cargo. Tras la desamortización de 1836 pasó a propiedad privada.
El edificio actual corresponde al siglo XV y su existencia se explicaría por la gran inseguridad que se sufrió en el Alto Aragón durante los siglos XV y XVI, fundamentalmente debida a los conflictos nobiliarios, a los fronterizos con el reino de Francia, y a la existencia de bandoleros en esta zona con hábitat disperso y, por tanto, insegura.
Está declarada Bien de Interés Cultural (BIC).

## Arquitectura
La tipología de la torre de la pardina de Larbesa corresponde a la de las casas torreadas frecuentes en la comarca, que fueron construidas por los señores de la tierra para garantizar su seguridad y la de sus siervos entre los siglos XV y XVI.
Tiene planta rectangular, con planta baja y tres pisos de unos 30 metros cuadrados cada uno; se construyeron con forjado de madera que se apoya en otros tantos arcos diafragmáticos. Está construida con solidez, con mampostería y sillares en las esquinas y la cubierta es a cuatro aguas, cuando lo habitual es que sea a dos. En el muro este, en el segundo piso, se abre una ventana geminada y adintelada de influencia francesa, en el piso superior hay otra adintelada, más pequeña; en el muro norte se encuentra una ventana geminada con dos arcos ligeramente apuntados y columnilla cilíndrica a manera de mainel. 
El carácter defensivo de la construcción se refuerza con un matacán en el muro este, sustentado por cuatro modillones, que protegía la puerta de acceso, situada a la altura del primer piso, para hacerla más inaccesible a los asaltantes; un segundo matacán aparece en el muro opuesto, en el oeste.
En el siglo XX se construyó, aneja al muro oeste, una amplia vivienda de dos plantas. A comienzos de 2020 el lugar aparecía abandonado y la hiedra cubría buena parte de la torre.

## Ermita de san Miguel
En sus proximidades, al otro lado de la carretera, sobre un altozano se encuentra la ermita de San Miguel. De mediados del siglo XI es, por tanto, románica, como se advierte en el ábside semicircular. Fue la parroquia del poblado de Lardesa, que acabó deshabitado. En el siglo XVIII se transformó en polvorín de la guarnición de Jaca y, con este motivo, se construyeron el muro perimetral y las dos casernas que lo refuerzan, al tiempo que se practicaron aspilleras en los muros del templo. Actualmente es propiedad particular. La iglesia románica de Larbesa es semejantes en su origen (siglo XI) a la de San Miguel de Abós, un despoblado situado al norte de Jaca, que también tuvo el mismo destino, fue polvorín para acabar arruinada en el siglo XX.

## Galería de imágenes

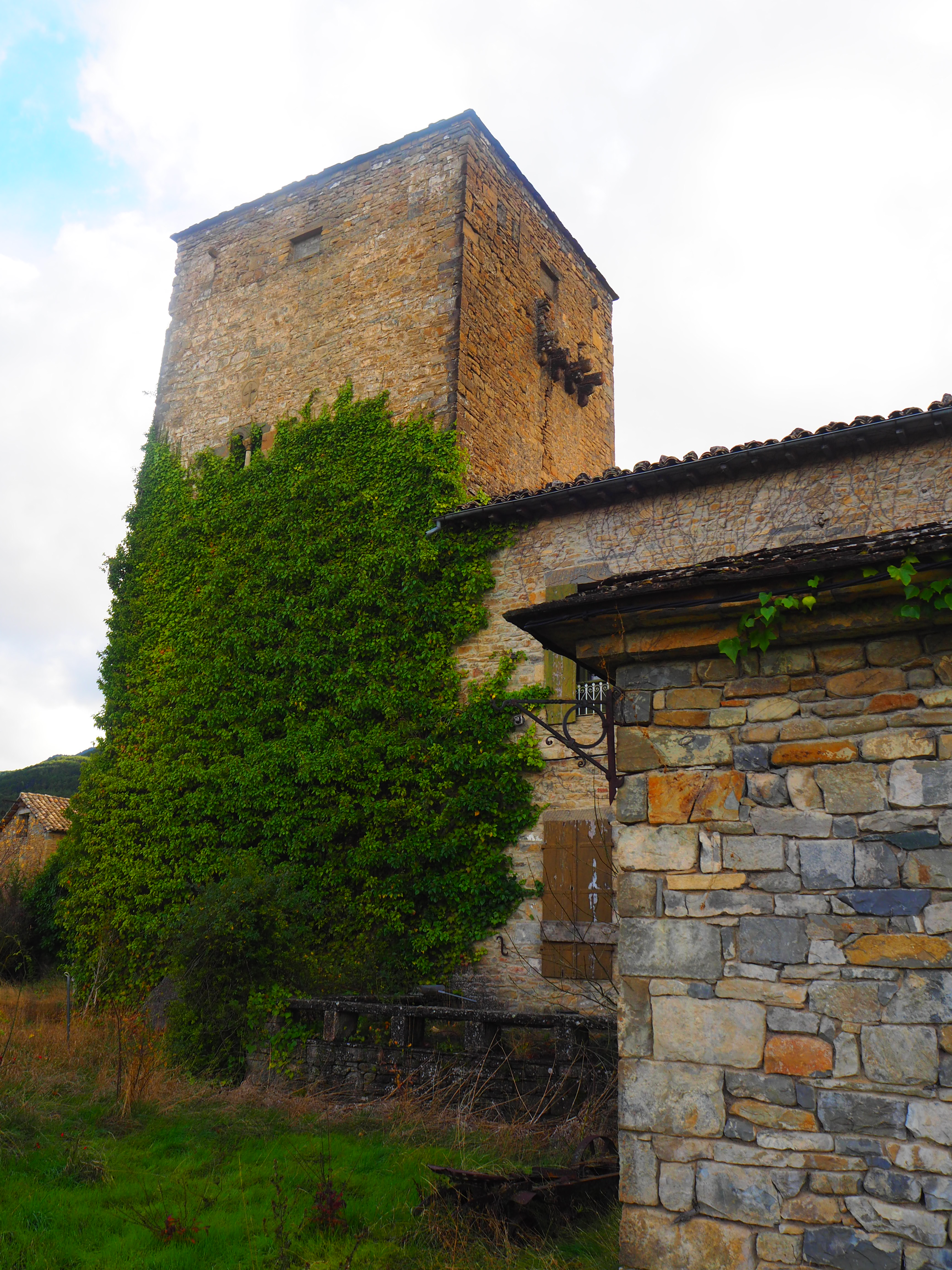
Fachadas norte y oeste.
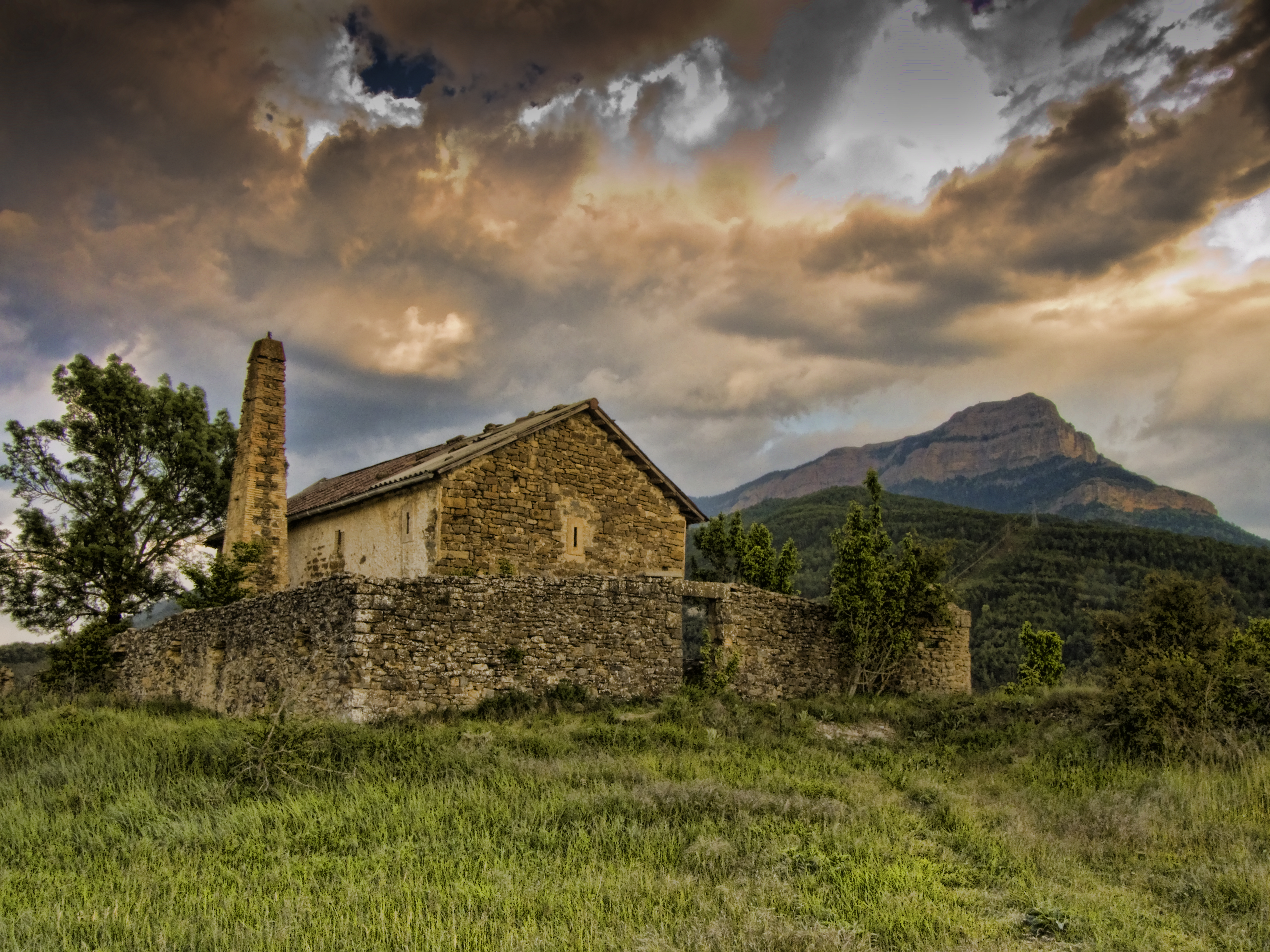
Ermita de San Miguel de Larbesa